# Jószef Svidró
József Svidró är en ungersk kanotist.
Han tog bland annat VM-guld i K-1 4 × 500 meter i samband med sprintvärldsmästerskapen i kanotsport 1975 i Belgrad.